# Almonte
Almonte er en by og kommune i det sydvestlige Spanien i provinsen Huelva. Den har et indbyggertal på 24.863 (2024) indbyggere.